# Gymnammodytes cicerelus
Gymnammodytes cicerelus é uma espécie de peixe pertencente à família Ammodytidae.
A autoridade científica da espécie é Rafinesque, tendo sido descrita no ano de 1810.

## Portugal
Encontra-se presente em Portugal, onde é uma espécie nativa e comum.
Os seus nomes comuns são galeota-da-areia ou ligeirão.

## Descrição
Trata-se de uma espécie marinha. Atinge os 17 cm de comprimento total nos indivíduos do sexo masculino.